# Bobo Brazil
Houston Harris (Benton Harbor (Michigan), 10 juli 1924 - St. Joseph (Michigan), 20 januari 1998), beter bekend als Bobo Brazil, was een Amerikaans professioneel worstelaar.

## Persoonlijk leven
Harris had 6 kinderen. Harris overleed op 20 januari 1998 in het Lakeland Medical Center in St. Joseph (Michigan).

## In het worstelen
- Finisher
  - Coco Butt (Hoofdstoot)

- Signature moves
  - Piledriver

## Prestaties
- Championship Wrestling from Florida
  - NWA Florida Tag Team Championship (2 keer; 1x met Sweet Brown Sugar en 1x met Dusty Rhodes)

- Eastern Sports Association
  - ESA North American Heavyweight Championship (1 keer)

- Japan Wrestling Association
  - NWA International Heavyweight Championship (2 keer)

- Maple Leaf Wrestling
  - NWA Canadian Open Tag Team Championship (1 keer met Whipper Billy Watson)
  - NWA United States Heavyweight Championship (1 keer)

- Mid-Atlantic Championship Wrestling
  - NWA United States Heavyweight Championship (1 keer)

- Midwest Wrestling Association (Ohio)
  - MWA Ohio Heavyweight Championship (1 keer)
  - MWA Ohio Tag Team Championship (3 keer met Frankie Talaber)

- NWA Detroit
  - NWA United States Heavyweight Championship (Detroit versie; 9 keer)
  - NWA World Tag Team Championship (8 keer; 1x met Art Thomas, 1x met Bill Miller, 1x met Athol Layton, 1x met The Stomper, 3x met Tony Marino en 1x met Fred Curry)

- NWA Hollywood Wrestling
  - NWA Americas Heavyweight Championship (3 keer)

- NWA Los Angeles
  - NWA "Beat the Champ" Television Championship (1 keer)
  - NWA International Television Tag Team Championship (4 keer; 2x met Wilbur Snyder, 1x met Sandor Szabo en 1x met Primo Carnera)
  - NWA Pacific Coast Heavyweight Championship (1 keer)

- NWA San Francisco
  - NWA United States Heavyweight Championship (San Francisco versie) (1 keer)

- Professional Wrestling Hall of Fame
  - Television Era inductee to the Professional Wrestling Hall of Fame (2008)

- Pro Wrestling Illustrated
  - PWI Editor's Award in 1998 presented posthumously

- Superstars of Wrestling
  - SoW United States Heavyweight Championship (1 keer)

- World Wrestling Association (Indianapolis)
  - WWA World Heavyweight Championship (2 keer)
  - WWA World Tag Team Championship (1 keer met Chris Carter)

- World Wrestling Association (Los Angeles)
  - WWA World Heavyweight Championship (2 keer)

- World Wide Wrestling Federation/World Wrestling Federation
  - WWWF United States Championship (7 keer)
  - WWF Hall of Fame (Class of 1994)